# 그랜 토리노
《그랜 토리노》(Gran Torino)는 영화에 주연으로 출연한 클린트 이스트우드가 감독, 제작을 맡은 2008년에 개봉한 미국의 드라마 영화이다. 크리스토퍼 칼리, 비 뱅, 어니 허 등도 출연하였다. 2004년에 개봉한 《밀리언 달러 베이비》 이후로 이스트우드가 맡은 첫 출연 영화이기도 하다. 여러 흐몽계 미국인들이 등장하며, 이스트우드 아들인 스콧 이스트우드도 출연하였고 이스트우드의 또다른 아들인 카일 이스트우드는 영화 음악을 제공하였다. 《그랜 토리노》는 2008년 12월 12일 북미 지역 영화관에서 제한 상영을 하였고 후에 2009년 1월 9일을 시작으로 전 세계에 개봉하였다. 미시간주 디트로이트를 배경으로 하고 있으며, 흐몽계 미국인이 출연한 첫 주류 미국 영화이다. 많은 라오스 출신의 흐몽족들은 1975년 라오스가 공산정권이 들어선 이후로 미국에 재정착하였다.
줄거리는 가족들에게서 소외되고 세상에 분노감을 지닌데다가 최근에 아내를 잃은 한국전쟁 베테랑 출신의 월트 코왈스키의 이야기를 다루고 있다. 월트의 어린 이웃인 타오 방 로는 갱 조직에 가입하기 위해 월트가 아끼는 1972년산 포드 그랜 토리노를 훔치도록 강요받는다. 월트는 M1 개런드 소총을 사용하여 절도 행위를 좌절시키고 이후 타오와 그의 가족들을 만나게 된다.
《그랜 토리노》는 월드와이드 수익이 2억 7천만 달러에 근접한 수익(이스트우드가 제작한 영화중 역대 2위)을 거두며, 비평적, 상업적 성공을 모두 거뒀다. 미국내에 있는 흐몽족 사회는 이 영화에 대해 칭찬과 비난을 모두 주었다. - 영화리뷰

## 줄거리
월트는 자동차 공장에서 은퇴한 뒤 무료한 일상을 살고 있다. 한국 전쟁 참전의 상처로 괴로워하는 남편의 참회를 바라던 아내의 유언에도 불구하고 그는 참회할 것이 없다며 버티고 있다. 어느 날, 이웃집 소년 타오가 갱단의 협박으로 월트의 1972년산 그랜 토리노를 훔치려 한다. 뜻하지 않은 이 만남으로 인해 월트는 차고 속에 모셔 두기만 했던 자신의 자동차 그랜 토리노처럼 전쟁 이후 닫아둔 자신의 본심을 드러내기 시작한다.

## 배역
- 클린트 이스트우드 - 월트 코왈스키
- 비 방 - 타오 방 로
- 어니 허 - 수 로
- 크리스토퍼 칼리 - 얀코비치 신부
- 두아 무아 - 퐁 "스파이더"
- 브라이언 헤일리 - 미치 코왈스키
- 브라이언 하우 - 스티브 코왈스키
- 제럴딘 휴즈 - 캐런 코왈스키
- 드리마 워커 - 애슐리 코왈스키
- 존 캐럴 린치 - 마틴
- 스콧 이스트우드 - 트레이

## 한국판 성우진(KBS)
- 송두석 - 월트(클린트 이스트우드)
- 남도형 - 타오(비 방)
- 배정미 - 수(아니 허)
- 사성웅 - 마틴(존 캐럴 린치)
- 위훈 - 미치 코왈스키(브라이언 헤일리)
- 홍진욱 - 스모키(소니 뷰)
- 오인실 - 캐런 코왈스키(제랄딘 휴즈)
- 장민혁 - 스파이더(두아 무아)
- 김두용 - 스티브 코왈스키(브라이언 호우)
- 이미연 - 애슐리 코왈스키(드리마 워커)
- 강규리 - 대니얼 코왈스키(오스틴 더글라스 스미스)
- 권창욱 - 자노바치(코리스토퍼 칼리)

## 같이 보기
- 미국내 동아시아인에 대한 고정관념